# 武内正夫
武内 正夫（たけうち まさお、1908年（明治41年）2月18日 -  1992年（平成4年）4月25日）は、日本の舞踊家。現代舞踊協会理事長、芸団協常任監事を歴任した。本名は竹内正一、筆名は岡山悠紀夫。

## 略歴
1908年（明治41年）2月18日に愛知県で生まれる。1931年（昭和6年）に法政大学専門部国文科を卒業する。
1934年（昭和9年）にバレエ｢音・色・緑・時・愛｣を作る。1954年（昭和29年）に日本舞踊の花柳美保一行に加わり､ヨーロッパ公演を行う。1956年（昭和31年）に全日本芸術舞踊家協会創立に参加し、1971年（昭和46年）に現代舞踊協会を法人化し、理事長に就任する。
1992年（平成4年）4月25日に死去、84歳。

## 賞
1981年（昭和56年）芸能功労者表彰（芸団協）、1982年（昭和57年）勲四等瑞宝章、1988年（平成1年）第37回舞踊芸術賞舞踊功労賞、1989年（平成2年）芸能功労者表彰（芸団協）。